# Carl Caroc
Frederik Carl Vilhelm Caroc (født 25. november 1811 i København, død 20. september 1882 sammesteds) var en dansk officer, bror til Christian Caroc og far til Gustav Caroc.
Han var født i København, hvor hans fader, Herman Alexander Caroc (1784-1827), var kaptajn i Ingeniørkorpset; hans moder var Johanne Marie f. Schultz (1791-1859). Han blev landkadet i 1826, fik aldersorden som sekondløjtnant fra 31. december 1828, sattes à la suite ved det Sjællandske Jægerkorps i 1830, kom 1832 ind på den nyoprettede kgl. militære Højskole, udnævntes til premierløjtnant i 1835, blev adjudant ved Generalkvartermesterstaben i 1836, adjoint i Generalstaben 1839 og kaptajn i dette korps 1842. Ved Treårskrigens udbrud ansattes Caroc, der ved sin topografiske virksomhed havde vundet et godt navn, som stabschef ved flankekorpset under general F.A. Schleppegrell og virkede som sådan til juli 1848, da han forfremmedes til major. I de følgende krigsår var han derimod chef for Hærens topografer og tilvejebragte som sådan en række kort over krigsskuepladsen; også efter fredslutningen vedblev han med iver at virke for den topografiske tjeneste, hvis direktør han blev i 1852 efter at have opnået oberstløjtnantsgraden i 1850, medens han udnævntes til oberst i Generalstaben i 1856. 1848 blev han Ridder af Dannebrog og 1850 Dannebrogsmand.
Som topograf var Caroc på sin rette plads, og han har en ikke ringe fortjeneste af vort militære kortvæsens hele udvikling, ligesom han også fik udvirket, at der i 1862-63 indrettedes passende lokaler for den topografiske tjeneste i den gamle Proviantgård. I 1863 avancerede han i Generalstaben til generalmajor og ansattes ved krigens udbrud 1864 som kommandør for infanterireserven; efter Dannevirkes rømning hørte denne, bestående af 8. og 15. regiment, til Dybbøls besætning, men efter at chefen for 3. division, generalmajor Ernst Wilster, var blevet såret 8. marts, overtog Caroc i slutningen af måneden befalingen over denne division, idet han opslog sit hovedkvarter i Middelfart. Efter eget ønske fratrådte Caroc 27. juni sin kommando, fordi han var i uoverensstemmelse med overgeneralen om måden, hvorpå troppernes fornødenheder skulle tilfredsstilles, og han vendte således tilbage til København, hvor han atter overtog direktionen for den topografiske tjeneste. Ved reduktionen i december 1864 erholdt han sin afsked fra Hæren, hvorpå han søgte anden virksomhed for sine evner.
Han blev således i 1870 formand og forretningsfører i bestyrelsen for Livrente- og Forsørgelsesanstalten af 1842 samt Livsforsikringsanstalten i København og efter dennes omdannelse i 1871 formand i bestyrelsen for Livsforsikrings- og Forsørgelsesanstalten af 1871, hvilken stilling han beklædte til sin død, 20. september 1882. Fra 1859-70 var han desuden borgerrepræsentant i København.
Caroc viedes 2. november 1839 i Garnisons Kirke til Clara Augusta Resch (12. august 1818 på Kongsdal – 26. juli 1885 i København), datter af Jacob Bentzen Resch, ejer af Nordfeld, senere af Kongsdal (indtil 1835). I 1862 var han blevet benådet med Kommandørkorset af Dannebrog.
Han er begravet på Garnisons Kirkegård.
Caroc er gengivet på maleri af F.C. Lund fra 1885: Danske Troppers Indrykning i Flensborg 1848. Der findes også et xylografi og et foto af Peter Most.